# Центральный институт повышения квалификации Росатома России
Центральный институт повышения квалификации  (ЦИПК) — ведущий институт Росатома ориентированный на повышение квалификации и переподготовку руководящих кадров и специалистов атомной промышленности России в том числе и на закрытых ядерно-оружейных объектах.
С 2008 года ЦИПК в сотрудничестве с МАГАТЭ,  начал готовить иностранных специалистов в области ядерной инфраструктуры и эксплуатации АЭС. Подготовка ведётся в Международном центре подготовки персонала для атомной энергетики созданном в ЦИПКе. Обучение ведётся для специалистов СНГ, Восточной Европы, Китая, Индии, Юго — Восточной Азии, некоторых стран Африки. Это единственный учебный центр в России который готовит уже квалифицированных иностранных специалистов по конкретному профилю. Подобных центров в мире имеется немного — в США, Европе, Японии и Корее. В результате обучения руководителей национальных ядерных энергетических программ Вьетнама и Бангладеш, ЦИПК получил международное признание.
В 2017 году произошло слияние ЦИПК с ИГЯБФЗ — являющимся по решению ФСТЭК РФ ведущим учебным центром в области защиты государственной тайны, а так же одним из четырёх ведущих учебных заведений в России, осуществляющих подготовку и переподготовку кадров в области защиты информации. По заключению МАГАТЭ — ИГЯБФЗ является центром наилучшей практики в области физической ядерной безопасности. В ИГЯБФЗ был создан  Международный  УМЦ по подготовке специалистов государств — членов СНГ  и других заинтересованных государств в области учета, контроля и физической защиты ядерных установок, обнаружения ядерных материалов и радиоактивных веществ, ядерной криминалистики и реагирования на ядерные инциденты с применением ядерных материалов и радиоактивных веществ.
Начиная с 1973 года институт был и остаётся базой для проведения крупнейших отраслевых, общероссийских и международных конференций и совещаний. С целью изучения международного опыта повышения эффективности менеджмента в больших бизнес корпорациях, институт разрабатывает программы и организует учебно-практические семинары за рубежом, ориентированные на высших руководителей предприятий и организация атомной отрасли.:8, 25
В 1975 году в ЦИПК появилась первая в СССР, в системе послевузовского образования — Автоматизированная система управления (АСУ):12.
В 1978 году на Нововоронежской АЭС ввели в строй первый в СССР полномасштабный тренажер АСУ, его математическое обеспечение было выполнено в ЦИПК.

## История
6 июня 1967 года постановлениями Совета министров СССР и Министерства среднего машиностроения СССР в первом наукограде городе Обнинске, был создан Центральный институт повышения квалификации руководящих работников и специалистов — для переподготовки, обучения и повышения квалификации кадров для промышленных предприятий ядерно-оружейного комплекса, ядерно-топливного цикла, а также машино и приборостроения, системы режима секретности, безопасности и охраны объектов, научных работников, руководителей предприятий, Главных управлений МСМ СССР, научно-исследовательских институтов и конструкторских бюро.
Из приказа министра Славского Ефима Павловича о создании института:
«Считать главной задачей центрального института повышения квалификации — организацию систематического изучения руководящими работниками и специалистами новейших достижений отечественной и зарубежной науки и техники, эффективных методов планирования и экономического стимулирования, научной организации труда и управления с использованием новейшей вычислительной техники, средств механизации и автоматизации производственных процессов и широкий обмен передовым научным и производственно-техническим опытом».
С возникновения института, стали появляться его филиалы::10, 11, 12, 13, 14,15,16,21
- Московский филиал (центральный аппарат МСМ СССР, Научно-исследовательские институты, Конструкторские бюро, проектные институты) — 1-й руководитель: С. С. Лезин, с 1971 года д.т.н Б. Н. Оныкий;
- Ленинградский филиал (строительные предприятия и организации, система рабочего снабжения) — 1-й руководитель: И. К. Фролов, с 1971 года к.т.н.  А. С. Дмитриев;
- Уральский филиал (специальные технологии и промышленная энергетика) — 1-й руководитель:  В. И. Насонов, с 1974 года к.т.н.  Ю. М. Жуковский, с 1979 года к.т.н. М. П. Потапов, с 1984 года к.т.н. В. И. Макаров;
- Южный филиал (добыча и переработка редких радиоактивных металлов, вопросы экономики и организации управления соответствующими производствами) — 1-й руководитель: к.т.н. И. М. Верхоглядов, с 1986 года к.т.н. О. К. Авдеев;
- Сибирский филиал (вопросы управления и экономики монтажно-строительных производств) — 1-й руководитель: к.т.н. В. Л. Бессмертный.

Структуры института::3,4
- Кафедра Инженерных дисциплин — 1-й заведующий: профессор Б. Г. Дубовский с 1972 года к.т.н.  И. И. Сидорова;
- Кафедра Автоматизированных систем управления предприятиями — 1-й заведующий: д.т.н капитан 1-го ранга И. И. Малашинин;
- Кафедра Математическое обеспечение автоматизированных систем управления — 1-й заведующий: к.ф.м.н. В. С. Петрищев;
- Кафедра Экономическое обеспечение автоматизированных систем управления — 1-й заведующий: к.т.н. П. Е. Семеняк, с 1973 года к.э.н. В. Б. Буран;
- Кафедра Техническое обеспечение автоматизированных систем управления — 1-й заведующий: к.т.н. Ю. П. Лисненко;
- Кафедра Управления первичными производственными коллективами — 1-й заведующий: доцент В. П. Звонарёв;
- Сектор технических средств обучения — 1-й руководитель: д.т.н Г. С. Проймин, научный руководитель: к.т.н. В. М. Тарасов;
- Информационно-вычислительный центр — 1-й заведующий: В. П. Аладышев;
- Учебно-методический центр — 1-й заведующий:  Е. Г. Боровицкая.

На этапе возникновения и становления ЦИПК в определении тематики обучения, её содержания и чтения лекций принимали участия такие учёные и специалисты как: А. П. Александров, А. А. Бочвар, И. В. Петряков-Соколов, А. С. Займовский, Б. Н. Ласкорин, Н. С. Работнов, Л. А. Петухов
Для обеспечения слушателей института и его филиалов актуальной информацией, учебно-методическими материалами и учебными пособиями в ЦИПК были созданы и укомплектованы: Методический отдел, Отдел научно-технической информации, редакционно-издательский отдел, типография и Научно-техническая библиотека.:9

## Современная история

### Организационная структура ЦИПК на 2014 год:[9]
Департамент основной деятельности:
—Центр компетенций по операционным и поддерживающим процессам:
- Кафедра «Измерительные системы и метрология»;
- Кафедра «Менеджмента качества и оценка соответствия»;
- Кафедра «Энергосбережение и энергоэффективность»;
- Кафедра «Информационные технологии и автоматизир. системы»;
- Кафедра «Бухгалтерский учёт и финансово-экономический анализ»

—Центр специальных компетенций:
- Кафедра «Защита государственной тайны»;[10]
- Кафедра «Информационная безопасность»;
- Кафедра «Безопасность в ядерном оружейном комплексе»;
- Учебно-методический центр  «Защита активов»;
- Учебно-методический центр «Мобилизационная подготовка»

—Центр компетенций по безопасности:
- Независимый аттестационно-методический центр;
- Учебно-методический центр «Охрана труда»;
- Учебно-методический центр  «Ядерная и радиационная безопасность»;
- Учебно-методический центр «Развитие культуры безопасности»

Департамент международной деятельности:
—Международный центр подготовки персонала;
- Учебно-методический центр  «Технические средства обучения»;
- Проектно-договорной отдел;
- Учебно-договорной отдел

### Мероприятия
На площадке Технической академии Росатома, в день рождения первой в мире Обнинской АЭС, проходят международные форумы при поддержке госкорпорации Росатом. 
В 2025 году прошел третий международный ядерный форум Obninsk NEW 2025, представляющий две недели образовательных мероприятий для молодежи со всего мира. Центральным мероприятием стал Международный молодежный ядерный форум, который прошел 26 июня. Главной темой события был мирный атом и его возможности для построения справедливого будущего. В форуме участвовало несколько тысяч студентов в оффлайн и онлайн форматах, представляя партнерские организации 70 стран мира. На форуме выступали топ-менеджеры госкорпораций, представители федеральных министерств, ученые, изучающие ядерные и смежные специальности.

## Филиалы института
- Московский филиал (город Москва);
- Санкт-Петербургский филиал (город Санкт-Петербург);[13]
- Балаковский филиал (город Балаково, Саратовской области);
- Белоярский филиал (посёлок Заречный, Свердловской области);
- Калининский филиал (город Удомля, Тверской области);
- Кольский филиал (город Полярные Зори, Мурманской области);
- Курский филиал (город Курчатов, Курской области);
- Ленинградский филиал (город Сосновый Бор, Ленинградской области);
- Нововоронежский филиал (город Нововоронеж, Воронежской области);
- Ростовский филиал (город Волгодонск, Ростовской области);
- Смоленский филиал (город Десногорск, Смоленской области);
- Уральский филиал (город Екатеринбург).

## Техническая академия Росатома
8 августа 2017 года произошло слияние «Центрального института повышения квалификации Росатома» (ЦИПК) и «Института глобальной ядерной безопасности и физической защиты» (ИГЯБИФЗ) под общим названием «Техническая академия Росатома» («ТАР»).  
«ТАР» будет заниматься и проводить обучение по направлениям деятельности «ЦИПК» и «ИГЯБИФЗ» :
- Обеспечение культуры безопасности;
- Обеспечение ядерной безопасности;
- Обеспечение радиационной безопасности;
- Обеспечение пожарной безопасности;
- Обеспечение промышленной безопасности;
- Обеспечение охраны труда;
- Обеспечение охраны окружающей среды и экологической безопасности;
- Обеспечение эксплуатации АЭС;
- Обеспечение безопасности специальных перевозок;
- Обращение с радиоактивными отходами и отработавшим ядерным топливом;
- Обеспечение информационной  безопасности;
- Обеспечение экономической безопасности, планирование и проведение антикоррупционных мероприятий;
- Повышение безопасности особо важных и других объектов в области антитеррористического обеспечения атомной отрасли Российской Федерации, обеспечения комплексной глобальной безопасности объектов Российской Федерации, государств - членов СНГ и других заинтересованных государств;
- Внедрение эффективных мер защиты государственной, коммерческой и служебных тайн;
- Защиты сведений, составляющих государственную и коммерческую тайну и иных сведений ограниченного распространения, включая организацию и ведение шифровальной деятельности;
- Противодействия иностранным техническим разведкам и защиты информации от утечки по техническим каналам;
- Учет, контроль и физическая защита ядерно-, взрыво - и химически-опасных установок и иных объектов;
- Обеспечение сохранности делящихся химически - и взрывоопасных материалов и веществ;
- Организация и осуществление работ по противодействию диверсионно-террористических актов;
- Обеспечения и организация гражданской обороны, мобилизационной подготовки, предупреждение и ликвидация аварий и их последствий на ядерно опасных объектах;
- Ядерная криминалистика

## Награды
- В 1978 году Центральный институт повышения квалификации был награждён Премией Ленинского комсомола — за разработку и внедрение человеко-машинной системы (ЭВМ) для принятия оптимальных решений[1]
- 15 апреля 1980 года Спецкафедра награждена Почётной Ленинской грамотой ЦК КПСС — за высокие показатели в труде и многократное перевыполнение учебного плана[15]

## Директора и ректоры
- 1967—1971 — Руденко, Анатолий Данилович
- 1971—1979 — д.т.н., профессор Малашинин, Иван Иванович
- 1979—2002 — д.т.н., профессор Ю. П. Руднев
- 2002—2006 — д.т.н., профессор Лескин, Сергей Терентьевич
- с 2006 — к.э.н. Селезнёв, Юрий Николаевич

## Известные сотрудники
См. Категория: Преподаватели Центрального института повышения квалификации Росатома России